# Mistrzostwa Włoch w rugby union kobiet (2016/2017)
Mistrzostwa Włoch w rugby union kobiet (2016/2017) – dwudziesta szósta edycja zarządzanej przez Federazione Italiana Rugby najwyższej klasy rozgrywkowej w kobiecym rugby union we Włoszech, a trzydziesta trzecia ogółem. Zawody odbywały się w dniach 2 października 2016 – 3 czerwca 2017 roku. Tytułu mistrzowskiego zdobytego w poprzednim sezonie broniła drużyna Valsugana Padova.
Do półfinałów bezpośrednio awansowały drużyny z Padwy i Frascati, a w barażach odpadły zespoły z grupy B. Z półfinałowych dwumeczów zwycięsko wyszły dwa czołowe zespoły z grupy A – Colorno i Valsugana Padova. Pomimo dwóch porażek z tym rywalem w fazie grupowej, w finale triumfowały zawodniczki z Padwy zdobywając tym samym trzeci tytuł z rzędu.
Po raz pierwszy mecz finałowy był transmitowany w Internecie.

## System rozgrywek
Do zawodów przystąpiło siedemnaście klubów. Rozgrywki zostały przeprowadzone według systemu z poprzednich dwóch sezonów. Rozgrywki ligowe prowadzone były w pierwszej fazie systemem kołowym według modelu dwurundowego w okresie jesień-wiosna, a uczestniczące drużyny zostały podzielone na dwie grupy. Druga faza rozgrywek obejmowała mecze systemem pucharowym o mistrzostwo kraju. Do półfinałów bezpośrednio awansowali zwycięzcy grup, zaś o pozostałe dwa miejsce rywalizowały drużyny z miejsc drugich i trzecich. Finał odbył się na neutralnym stadionie – FIR wyznaczył znajdujący się w Calvisano Pata Stadium.

## Faza grupowa

### Grupa A
| 02/10/2016 | 1 ⇐ kolejka ⇒ 10                          | 08/01/2017 |
| ---------- | ----------------------------------------- | ---------- |
| 12-15      | Benetton Treviso-CUS Torino R. asd        | 27-12      |
| 93-0       | Rugby Riviera 1975-TXT Cus Ferrara R.     | 78-0       |
| 46-0       | Rugby Colorno-Iniziative - Villorba Rugby | 32-11      |
| 89-0       | Valsugana Rugby Padova-Chicken CUS Pavia  | 87-3       |

| 30/10/2016 | 4 ⇐ kolejka ⇒ 13                               | 29/01/2017 |
| ---------- | ---------------------------------------------- | ---------- |
| 0-27       | CUS Torino R. asd-Rugby Colorno                | 10-34      |
| 43-7       | Iniziative - Villorba Rugby-TXT Cus Ferrara R. | 5-24       |
| 15-18      | Rugby Monza 1949-Valsugana Rugby Padova        | 5-41       |
| 3-26       | Benetton Treviso-Rugby Riviera 1975            | 5-31       |

| 27/11/2016 | 7 ⇐ kolejka ⇒ 16                             | 09/04/2017 |
| ---------- | -------------------------------------------- | ---------- |
| 17-10      | Rugby Colorno-Rugby Riviera 1975             | 10-30      |
| 7-7        | Iniziative - Villorba Rugby-Benetton Treviso | 12-8       |
| 0-58       | TXT Cus Ferrara R.-CUS Torino R. asd         | 0-27       |
| 37-0       | Rugby Monza 1949-Chicken CUS Pavia           | 53-19      |

| 09/10/2016 | 2 ⇐ kolejka ⇒ 11                                   | 15/01/2017 |
| ---------- | -------------------------------------------------- | ---------- |
| 14-34      | Iniziative - Villorba Rugby-Valsugana Rugby Padova | 0-36       |
| 0-61       | TXT Cus Ferrara R.-Rugby Colorno                   | 5-103      |
| 17-3       | Rugby Monza 1949-Rugby Riviera 1975                | 32-5       |
| 3-55       | Chicken CUS Pavia-Benetton Treviso                 | 0-30       |

| 06/11/2016 | 5 ⇐ kolejka ⇒ 14                             | 26/03/2017 |
| ---------- | -------------------------------------------- | ---------- |
| 44-0       | Valsugana Rugby Padova-CUS Torino R. asd     | 28-7       |
| 52-7       | Rugby Colorno-Benetton Treviso               | 28-10      |
| 22-15      | Rugby Monza 1949-Iniziative - Villorba Rugby | 17-12      |
| 10-8       | TXT Cus Ferrara R.-Chicken CUS Pavia         | 7-25       |

| 04/12/2016 | 8 ⇐ kolejka ⇒ 17                          | 23/04/2017 |
| ---------- | ----------------------------------------- | ---------- |
| 19-27      | CUS Torino R. asd-Rugby Monza 1949        | 5-23       |
| 53-7       | Benetton Treviso-TXT Cus Ferrara R.       | 50-0       |
| 17-29      | Rugby Riviera 1975-Valsugana Rugby Padova | 5-36       |
| 74-0       | Rugby Colorno-Chicken CUS Pavia           | 64-0       |

| 16/10/2016 | 3 ⇐ kolejka ⇒ 12                              | 22/01/2017 |
| ---------- | --------------------------------------------- | ---------- |
| 35-12      | Rugby Colorno-Rugby Monza 1949                | 10-25      |
| 35-0       | Rugby Riviera 1975-CUS Torino R. asd          | 45-26      |
| 60-0       | Iniziative - Villorba Rugby-Chicken CUS Pavia | 51-0       |
| 101-0      | Valsugana Rugby Padova-TXT Cus Ferrara R.     | 128-0      |

| 20/11/2016 | 6 ⇐ kolejka ⇒ 15                              | 02/04/2017 |
| ---------- | --------------------------------------------- | ---------- |
| 79-0       | Rugby Monza 1949-TXT Cus Ferrara R.           | 71-0       |
| 15-27      | Iniziative - Villorba Rugby-CUS Torino R. asd | 14-8       |
| 0-36       | Benetton Treviso-Valsugana Rugby Padova       | 0-36       |
| 0-58       | Chicken CUS Pavia-Rugby Riviera 1975          | 0-81       |

| 18/12/2016 | 9 ⇐ kolejka ⇒ 18                               | 30/04/2017 |
| ---------- | ---------------------------------------------- | ---------- |
| 15-27      | Valsugana Rugby Padova-Rugby Colorno           | 3-10       |
| 5-25       | Iniziative - Villorba Rugby-Rugby Riviera 1975 | 15-19      |
| 71-7       | Rugby Monza 1949-Benetton Treviso              | 38-21      |
| 0-24       | Chicken CUS Pavia-CUS Torino R. asd            | 5-36       |

### Grupa B
| 02/10/2016 | 1 ⇐ kolejka ⇒ 8                              | 15/01/2017 |
| ---------- | -------------------------------------------- | ---------- |
| 27-7       | Donne Etrusche Rugby-R.C. I Cavalieri Prato  | 32-5       |
| 10-31      | Rugby Belve Neroverdi -Frascati R. Club 2015 | 10-67      |
| 0-68       | CUS Pisa-Rugby Cogoleto & Prov. Ovest        | 0-86       |
| 0-7        | Montevirginio Mini Rugby-Rugby Bologna 1928  | 20-12      |

| 06/11/2016 | 4 ⇐ kolejka ⇒ 11                                   | 02/04/2017 |
| ---------- | -------------------------------------------------- | ---------- |
| 90-0       | Rugby Bologna 1928-CUS Pisa                        | 76-0       |
| 22-0       | Montevirginio Mini Rugby-Donne Etrusche Rugby      | 28-8       |
| 0-32       | Rugby Cogoleto & Prov. Ovest-Frascati R. Club 2015 | 0-43       |
| 7-19       | R.C. I Cavalieri Prato-Rugby Belve Neroverdi       | 0-42       |

| 18/12/2016 | 7 ⇐ kolejka ⇒ 14                                | 30/04/2017 |
| ---------- | ----------------------------------------------- | ---------- |
| 123-0      | Frascati R. Club 2015-CUS Pisa                  | 108-0      |
| 0-21       | R.C. I Cavalieri Prato-Montevirginio Mini Rugby | 0-55       |
| 3-32       | Rugby Cogoleto & Prov. Ovest-Rugby Bologna 1928 | 19-17      |
| 20-0       | Rugby Belve Neroverdi -Donne Etrusche Rugby     | 22-26      |

| 09/10/2016 | 2 ⇐ kolejka ⇒ 9                                   | 22/01/2017 |
| ---------- | ------------------------------------------------- | ---------- |
| 44-3       | R.C. I Cavalieri Prato-CUS Pisa                   | 39-5       |
| 20-0       | Frascati R. Club 2015-Montevirginio Mini Rugby    | 5-13       |
| 34-10      | Rugby Bologna 1928-Rugby Belve Neroverdi          | 15-13      |
| 17-19      | Rugby Cogoleto & Prov. Ovest-Donne Etrusche Rugby | 0-15       |

| 20/11/2016 | 5 ⇐ kolejka ⇒ 12                                    | 09/04/2017 |
| ---------- | --------------------------------------------------- | ---------- |
| 0-76       | CUS Pisa-Donne Etrusche Rugby                       | 0-67       |
| 0-31       | Rugby Belve Neroverdi -Montevirginio Mini Rugby     | 5-55       |
| 22-10      | Frascati R. Club 2015-Rugby Bologna 1928            | 31-5       |
| 39-17      | Rugby Cogoleto & Prov. Ovest-R.C. I Cavalieri Prato | 7-10       |

| 30/10/2016 | 3 ⇐ kolejka ⇒ 10                                    | 29/01/2017 |
| ---------- | --------------------------------------------------- | ---------- |
| 34-24      | Rugby Belve Neroverdi -Rugby Cogoleto & Prov. Ovest | 10-18      |
| 0-117      | CUS Pisa-Montevirginio Mini Rugby                   | 0-70       |
| 3-16       | Donne Etrusche Rugby-Rugby Bologna 1928             | 14-29      |
| 58-0       | Frascati R. Club 2015-R.C. I Cavalieri Prato        | 40-3       |

| 27/11/2016 | 6 ⇐ kolejka ⇒ 13                                      | 23/04/2017 |
| ---------- | ----------------------------------------------------- | ---------- |
| 34-5       | Rugby Bologna 1928-R.C. I Cavalieri Prato             | 47-5       |
| 0-37       | CUS Pisa-Rugby Belve Neroverdi                        | 0-86       |
| 48-0       | Montevirginio Mini Rugby-Rugby Cogoleto & Prov. Ovest | 39-0       |
| 3-27       | Donne Etrusche Rugby-Frascati R. Club 2015            | 10-41      |

## Faza pucharowa

### Baraże o półfinał
| 14 maja 2017 | Colorno | 104:0 | Bologna | Stadio Pavesi, Colorno |
| 14 maja 2017 |         | 104:0 |         | Stadio Pavesi, Colorno |

| 14 maja 2017 | Montevirginio Rugby | 7:39 | Monza | Canale Monterano |
| 14 maja 2017 |                     | 7:39 |       | Canale Monterano |

### Półfinały
| 21 maja 2017 | Colorno | 51:7 | Frascati RC 2015 | Stadio Pavesi, Colorno |
| 21 maja 2017 |         | 51:7 |                  | Stadio Pavesi, Colorno |

| 21 maja 2017 | Monza | 12:31 | Valsugana Padova | Monza |
| 21 maja 2017 |       | 12:31 |                  | Monza |

| 28 maja 2017 | Frascati RC 2015 | 17:41 | Colorno | Stadio di Cocciano, Frascati |
| 28 maja 2017 |                  | 17:41 |         | Stadio di Cocciano, Frascati |

| 28 maja 2017 | Valsugana Padova | 29:19 | Monza | Padwa |
| 28 maja 2017 |                  | 29:19 |       | Padwa |

### Finał
| 3 czerwca 2017 | Colorno | 0:32 | Valsugana Padova | Pata Stadium, Calvisano Sędzia: Maria Giovanna Pacifico |
| 3 czerwca 2017 |         | 0:32 |                  | Pata Stadium, Calvisano Sędzia: Maria Giovanna Pacifico |